# Жозе Карлос Бауер
Жозе Карлос Бауер (порт. José Carlos Bauer, 21 листопада 1925, Сан-Паулу — 4 лютого 2007, Сан-Паулу) — бразильський футболіст, що грав на позиції півзахисника, зокрема, за клуб «Сан-Паулу», а також національну збірну Бразилії. По завершенні ігрової кар'єри — тренер.
Шестиразовий переможець Ліги Пауліста. У складі збірної — володар Кубка Америки. 

## Клубна кар'єра
Народився 21 листопада 1925 року в місті Сан-Паулу. Вихованець футбольної школи клубу «Сан-Паулу». Дорослу футбольну кар'єру розпочав 1945 року в основній команді того ж клубу, в якій провів одинадцять сезонів, взявши участь у 419 матчах чемпіонату.  Більшість часу, проведеного у складі «Сан-Паулу», був основним гравцем команди.
Згодом з 1956 по 1956 рік грав у складі «Ботафогу» та «Сан-Бенту».
Завершив професійну ігрову кар'єру у клубі «Португеза Деспортос», за команду якого виступав протягом 1958 року.

## Виступи за збірну
1949 року дебютував в офіційних матчах у складі національної збірної Бразилії. Протягом кар'єри у національній команді провів у її формі 27 матчів.
У складі збірної був учасником двох чемпіонатів Південної Америки: 1949 року у Бразилії, здобувши того року титул континентального чемпіона, 1953 року у Перу, де разом з командою здобув «срібло».
У складі збірної був учасником чемпіонату світу 1950 року у Бразилії, де разом з командою здобув «срібло», зігравши з Швейцарією (2-2), Югославією (2-0), Швецією (7-1), Іспанією (6-1) і Уругваєм (1-2). За підсумками турніру був включений до символічної збірної.
У складі збірної був учасником чемпіонату світу 1954 року у Швейцарії, де зіграв з Мексикою (5-0), Югославією (1-1) і Угорщиною (2-4).

## Кар'єра тренера
Розпочав тренерську кар'єру невдовзі по завершенні кар'єри гравця, 1959 року, очоливши тренерський штаб клубу «Жувентус» (Сан-Паулу).
Згодом став головним тренером команди «Мільйонаріос» з Боготи.
Протягом тренерської кар'єри також очолював команди клубів «Ботафогу», «Ферровіаріа», «Атлас», «Лейшойнш», «Прудентіна», «Франкана», «Колорадо» та «Пінейрос».
Останнім місцем тренерської роботи був клуб «Комерсіал», головним тренером команди якого Бауер був протягом 1975 року.
Помер 4 лютого 2007 року на 82-му році життя у місті Сан-Паулу.

## Титули і досягнення
- Переможець Ліги Пауліста (6):

«Сан-Паулу»: 1943, 1945, 1946, 1948, 1949, 1953
- Чемпіон Південної Америки: 1949
- Срібний призер Чемпіонату Південної Америки: 1953
- Віце-чемпіон світу: 1950
- Переможець Панамериканського чемпіонату: 1952